# طعم الصداقة (فلم)
طعم الصداقة هو فيلم تلفزي مغربي من كتابة وإخراج يوسف فاضل سنة 2010، وبطولة كل من زكرياء لحلو، بنعيسى الجيراري، ثريا العلوي، صلاح الدين بنموسى، وآخرين.

## القصة
يحكي الفيلم قصة صداقة عادية تجمع بين شابين يحترفان التمثيل، كانا يعتزمان إنجاز مشروع عمل مسرحي للتلفزيون، لكنهما يفتقدان للممثلة المناسبة لأداء دور البطلة في المسرحية المذكورة.
«ليلى» (ثريا العلوي) الفتاة العشرينية، المتشككة في كل ما يدور حولها ومن حولها، والمنفصلة، توا، عن خطيبها بإحدى القرى الساحلية، ستتوجه إلى مدينة الدارالبيضاء عند عمها الثري البخيل «الزَّوَاق» (صلاح الدين بنموسى) للاستقرار والبحث عن عمل يؤمن لها عيشها اليومي، ويحقق لها بعضا من استقلالها المادي. «ليلى» هاته ستتعرف، عن طريق الصدفة بالشابين المذكورين، «رشيد» (بنعيسي الجيراري)، و«السيمو» (زكريا لحلو)، اللذين سيعتبرانها الفتاة المناسبة للدور المناسب، لكن هذا التقدير سيتحول مع توالي الأيام، عن طريق اللقاءات المتكررة وحصص التدريب المسرحية المتوالية، التي سيكون مصيرها الفشل، إلى حب جارف يُكنُّهُ كل واحد من الصديقين الطموحين مهنيا، تجاه «ليلى»، التي ستقع بصدده أكثر من مرة في موقع حرج، حب سيكون موضع امتحان واختبار لمتانة علاقة وقوة الصداقة التي تجمع بين الصديقين إنسانيا أولا، ومهنيا ثانيا. الصداقة التي سَيُعْلَى من شأنها في النهاية على حساب الحب حتى، ولو كان قد مال قلب الفتاة «ليلى» لأحد الشابين.